# Понтайе-сюр-Сон
Понтайе́-сюр-Сон (фр. Pontailler-sur-Saône) — коммуна во Франции, находится в регионе Бургундия. Департамент коммуны — Кот-д’Ор. Входит в состав кантона Понтайе-сюр-Сон. Округ коммуны — Дижон. Здесь находится устье реки Венжан, впадающей в Сону.
Код INSEE коммуны — 21496.

## Население
Население коммуны на 2010 год составляло 1251 человек.
| 1962 | 1968 | 1975 | 1982 | 1990 | 1999 | 2010 |
| ---- | ---- | ---- | ---- | ---- | ---- | ---- |
| 1118 | 1119 | 1310 | 1370 | 1318 | 1342 | 1251 |

## Экономика
В 2010 году среди 789 человек трудоспособного возраста (15—64 лет) 598 были экономически активными, 191 — неактивными (показатель активности — 75,8 %, в 1999 году было 66,5 %). Из 598 активных жителей работали 529 человек (298 мужчин и 231 женщины), безработных было 69 (32 мужчины и 37 женщин). Среди 191 неактивных 50 человек были учениками или студентами, 94 — пенсионерами, 47 были неактивными по другим причинам.